# Our Darkest Days
Our Darkest Days è il quinto album di studio del gruppo hardcore punk statunitense Ignite, pubblicato nel 2006 dalla Century Media.

## Tracce
Tutte le tracce degli Ignite eccetto ove indicato
1. Intro (Our Darkest Days) - 0:51
2. Bleeding - 2:02
3. Fear Is Our Tradition - 3:06
4. Let It Burn - 2:51
5. Poverty for All - 2:13
6. My Judgement Day - 2:25
7. Slowdown - 3:05
8. Save Yourself - 2:30
9. Are You Listening - 1:22
10. Three Years - 2:39
11. Know Your History - 2:13
12. Strength - 1:44
13. Sunday Bloody Sunday - 3:4 (U2)[2]
14. Live for Better Days - 5:15

Tracce bonus nella versione per il tour tedesco
1. Last Time
2. Bleeding (demo)

Traccia bonus nell'edizione limitata giapponese
1. Bleeding [video]

## Formazione
- Zoli Téglás - voce
- Brett Rasmussen - basso
- Brian Balchack - chitarra
- Nik Hill - chitarra
- Craig Anderson - batteria

### Crediti
- Cameron Webb - produzione
- Sean Rosenthal - fotografia
- Brian Balchack - copertina